# Edith Templeton
Edith Templeton (Praag, 7 april 1916 - Bordighera (Italië), 12 juni 2006) was een Tsjechisch-Britse schrijfster van romans en verhalen.

## Biografie
Edith Templeton werd in 1916 in Praag geboren onder de naam Edith Pole. Ze leefde met haar rijke ouders in Wenen, maar toen ze vier jaar was gingen haar ouders uiteen. Edith en haar moeder trokken daarop in bij haar grootouders in hun Praags kasteel. Ze ging naar school in het Frans lyceum in Praag. Toen ze 17 was ontmoette ze tijdens een schoolreis in Londen de Engelse luchtvaartingenieur  William Stockwell Templeton. In 1938 verliet ze Praag om met hem te trouwen (Russo, 2002), maar haar man was gewelddadig en het huwelijk hield niet lang stand. Tijdens Wereldoorlog II vond Edith een job bij het American War Office; later werkte ze voor het Britse leger, waar ze opklom tot de rang van kapitein (Russo, 2002). In 1946 woonde ze in het Londense Bayswater. In die tijd zou ze ook de Schotse majoor en psycholoog "Gordon" ontmoet hebben waarop haar gelijknamige roman uit 1966 gebaseerd is (Russo, 2002).
In 1955 trouwde ze met dr. Edmund Ronald, een cardioloog en lijfarts van de koning van Nepal. Ze kreeg een zoon en vestigde zich in 1957 met haar man in India, maar ze reisde en leefde later in Zwitserland, Spanje, Portugal en Italië (Russo, 2002).
Tussen 1950 en 1955 had Edith vier romans gepubliceerd; ze begon daarna kortverhalen te schrijven. Haar eerste verhaal werd niet aanvaard, maar het tweede wel, in 1957. Vanaf toen schreef ze dertien verhalen voor The New Yorker, waaronder "The Darts of Cupid" (1966), "A Coffeehouse Acquaintance" en "Nymph and Faun" (Russo, 2002). Ze publiceerde ook een reisverhaal, The Surprise of Cremona.
In 1966 verscheen bij Olympia Press in Parijs haar autobiografische roman Gordon onder het pseudoniem Louise Walbrook (naar eigen zeggen omdat sommige personages nog in leven waren; Russo, 2002). Het boek werd in Engeland en Duitsland verboden wegens "zedeloosheid" (Higgins & Vaughan, 2003), maar in 2003 opnieuw gepubliceerd; de Britse schrijfster Beryl Bainbridge vond het het beste boek van 2003 ("Books of the year", 2003). In Vlaanderen werd een Nederlandse vertaling van Gordon in 2003 opgenomen in een 20-delige reeks met de titel Verboden boeken (KBR).
Eveneens in 2003 werd haar verhalenbundel The Darts of Cupid genomineerd voor de Amerikaanse Book Critics Award, die gewonnen werd door Ian McEwans roman Atonement (Ezard, 2003).
De schrijfster woonde lange tijd in Bordighera, aan de Italiaanse Riviera. Ze overleed daar op 12 juni 2006, 90 jaar oud.